# Ericeira
Ericeira – miejscowość turystyczna, wschodząca w skład gminy Mafra, w Portugalii. W 2011 zamieszkiwało ją 10 260 mieszkańców, na obszarze 12,19 km². Znajduje się około 35 km na północny zachód od Lizbony. Miejscowość jest znana ze swoich plaż (około 40), będąc jednocześnie jednym z największych ośrodków surfingu w Europie.